# Bucky Lasek

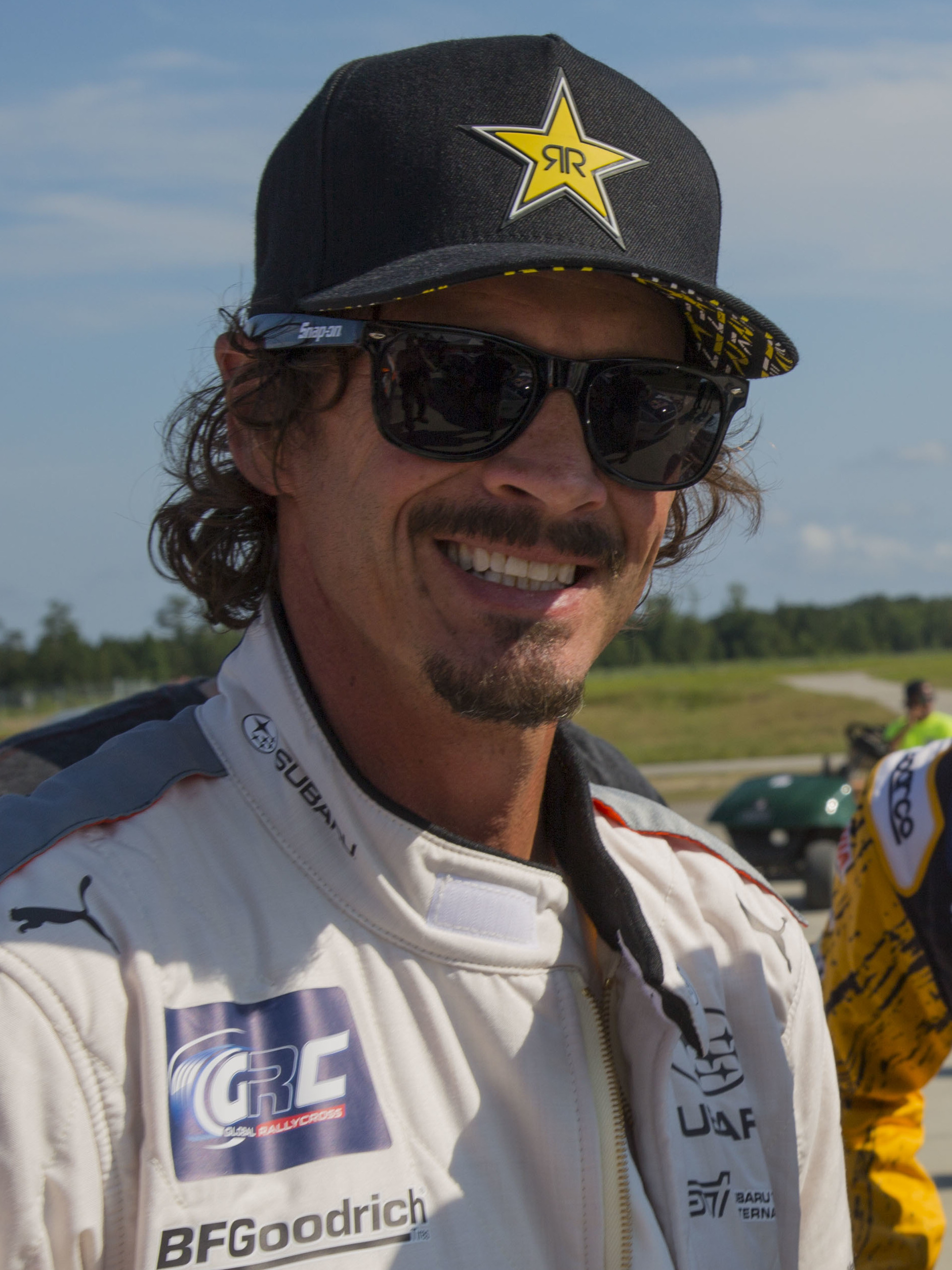
Bucky Lasek

Charles 'Bucky' Lasek (Dundalk, 3 december 1972) is een Amerikaans skateboarder. 
Bucky begon met skateboarden in zijn twaalfde levensjaar, kort nadat zijn fiets was gestolen. Toen hij meedeed aan een van zijn eerste amateurwedstrijden werd hij al snel opgemerkt door talentzoekers van Powell Peralta. Hij maakte zijn debuut in Powells film The 4th Bones Brigade Video: Public Domain in 1988. In 1990 werd hij professioneel skateboarder voor Powell. Rond de jaren 90 nam de populariteit van halfpipe skateboarden af, zodat Bucky voor zijn carrière vreesde. Gelukkig nam ESPN halfpipe skateboarden op als een nieuw onderdeel in de X Games, waardoor hij zijn carrière voort kon zetten.
Hedendaags staat Bucky bekend om zijn manier van tricks, hij landt de moeilijkste tricks zodat ze gemakkelijk lijken. De tricks die hij het meest doet zijn Heelflip Frontside Gay Twists en Switch Frontside 540°. Hij is de enige skater die een fliptrick tot handstand wist te doen: Heelflip Frontside Invert, en ook de enige om een 720° to fakie te landen en ook Frontside Heelflip Varial Gaytwist. In zijn hele carrière heeft hij 12 medailles behaald bij de X Games, waarvan 7 gouden.

## Huidige sponsoren
Element Skateboards, Randoms Hardware, Independent Trucks, Pro-tec Helmets, Boneless Pads, Puma, Billabong Clothing, Von Zipper Sunglasses, Ogio Packpages, T-Mobile, Rock Star Energy Drink

## Wedstrijden
X Games wedstrijden
- 2008 - 1e in X Games: Skateboard Superpark
- 2006 - 4e in X Games: Big Air
- 2006 - 1e in X Games: Vert best trick
- 2006 - 3e in X Games: Vert
- 2004 - 1e in X Games: Vert
- 2003 - 1e in X Games: Vert
- 2003 - 1e in X Games: Vert doubles (met Bob Burnquist)
- 2002 - 2e in X Games: Vert doubles (met Bob Burnquist)
- 2001 - 2e in X Games: Vert
- 2000 - 1e in X Games: Vert
- 2000 - 9e in X Games: Vert doubles
- 1999 - 1e in X Games: Vert
- 1999 - 5e in X Games: Vert best trick
- 1999 - 2e in X Games: Vert doubles
- 1998 - 4e in X Games: Vert
- 1998 - 2e in X Games: Vert doubles
- 1997 - 4e in X Games: Vert

Andere wedstrijden
- 2007 - 2e in Overall Dew Action Sports Tour Champion: Vert
- 2007 - 2e in Pro Tec Pool Party: Bowl
- 2006 - 1e in Overall Dew Action Sports Tour Champion: Vert
- 2006 - 2e in Snickers Bowl: Bowl
- 2006 - 2e in Snickers Bowl: Best trick
- 2006 - 2e in Pro Tec Pool Party: Bowl
- 2005 - 1e in Overall Dew Action Sports Tour Champion: Vert
- 2005 - 3e in Slam City Jam: Vert
- 2005 - 1e in Gravity Games: Vert
- 2004 - 1e in World Cup Skate Year Ranking N.A.: Vert
- 2004 - 1e in Slam City Jam: Vert
- 2004 - 6e in Overall Ranking Vans Triple Crown
- 2003 - 1e in Gravity Games: Vert
- 2003 - 1e in US Skateboarding Championships: Vert
- 2002 - 1e in Slam City Jam: Vert

In het totaal heeft Bucky Lasek vanaf 1999 22 wedstrijden gewonnen waaronder Slam City Jam, Dew Action Sport Tour, Gravity Games en X-Games. Bucky won in 2006 de Toyota Pro/Celebrity Auto Race.